# Bolesław Polończyk
Bolesław Jan Polończyk ps. „Kryształ” (ur. 8 września 1906 w Dobczycach, zm. 29 lutego 1996 w Myślenicach) – porucznik Polskich Sił Zbrojnych, cichociemny, dowódca plutonu zwiadu 10 Brygady Kawalerii Pancernej, więzień łagrów radzieckich, magister inżynier górnik.

## Życiorys

### Dzieciństwo, młodość
Bolesław Polończyk po ukończeniu szkoły powszechnej w Dobczycach wstąpił do gimnazjum w Myślenicach. W latach 1925–1930 studiował w Akademii Górniczej (AGH), pracując także społecznie w Stowarzyszeniu AG. Dnia 3 lutego 1930 roku uzyskał dyplom magistra inżyniera górnika.
W 1931 roku Bolesław Polończyk zgłosił się do utworzonej w okresie międzywojennym Szkoły Podchorążych Rezerwy Kawalerii w Grudziądzu, w której uczył się do 1932 roku. Tuż po jej ukończeniu, 1 stycznia 1934 roku został mianowany podporucznikiem rezerwy kawalerii. Mając wykształcenie górnicze, w 1932 roku Bolesław rozpoczął pracę w kopalni „Donnersmarck” w Chwałowicach (obecnie dzielnica Rybnika), znajdującej się w ówczesnym czasie pod zarządem niemieckim.

### II wojna światowa
Tuż przed II wojną światową, 24 sierpnia 1939 roku Polończyk otrzymał przydział do 5 pułku strzelców konnych w Dębicy. Podczas kampanii wrześniowej służył w 10 Brygadzie Kawalerii Pancernej na stanowisku dowódcy plutonu zwiadu. Po wkroczeniu wojsk sowieckich do Polski dnia 17 września 1939 roku, dostał się do niewoli sowieckiej w Rohatynie, z której udało mu się uciec przez Przemyśl, Stanisławów i wieś Zatłucze – Śniatyn do Rumunii. 25 października Bolesław przekroczył granicę rumuńską, gdzie został internowany w Bacău. Po kolejnej ucieczce, 10 grudnia 1939 roku dotarł do Francji, gdzie został przeszkolony w tworzących się oddziałach wojska polskiego, w miejscowościach Coëtquidan oraz Pléneuf-Val-André.
Cztery dni po upadku Francji, 26 czerwca 1940 roku, inż. Polończyk opuścił opanowany przez Niemców kraj i odkomenderowany został do obozu w Douglas, Broughton oraz Dunfermline. Wszedł w skład zespołu złożonego z żołnierzy Polskich Sił Zbrojnych, którzy po specjalnych szkoleniach mieli zostać zrzucani na spadochronach w okupowanej Polsce w celu walki z niemieckim okupantem.
„Kryształ” został zaprzysiężony 31 stycznia 1943 roku w Oddziale VI Sztabu Naczelnego Wodza ze specjalnością w dywersji technicznej (Audley End) i zrzucony z ekipą nr 29 (operacja „Neon 4”), w której znajdowała się również jedyna kobieta cichociemna – nieżyjąca już Elżbieta Zawacka ps. „Zo”. Zrzut odbył się na placówką "Solnica", na południe od Grodziska Mazowieckiego. Zasobniki i troje spadochroniarzy wylądowali na zrzutowisku pomiędzy majątkiem we wsi Osowiec a folwarkiem w Chawłowie. Zasobniki i  skoczkowie zostali przyjęci w zabudowaniach Jana Siwca., w niedalekiej wsi Wólka Brzozokalska (obecnie Adamów Wieś). Bolesław Polończyk, po zrzucie, szybko został przydzielony do Okręgu Lublin Armii Krajowej – Oddziału III Sztabu, gdzie początkowo był zastępcą, a później kierownikiem komórki odbioru zrzutów nadsyłanych z Zachodu. Dla zatuszowania prawdziwej działalności dywersyjnej, „Kryształ” został zatrudniony w Polskim Monopolu Tytoniowym (PMT), dzięki czemu mógł kontrolować magazyny broni AK.
Pod koniec lipca 1944 roku, po wkroczeniu Armii Czerwonej do Polski i po powstaniu Rządu Polskiego w Lublinie, Bolesław Polończyk został aresztowany przez NKWD i wywieziony do łagru Jogła Nr 270 (około 20 km od miejscowości Borowicze), gdzie pracował m.in. w pralni, przy wyrębie lasu oraz w bunkrze ubraniowym. Dwukrotnie próbował ucieczki, jednak bezskutecznie. Wrócił do Polski w 1946 roku.

### Okres powojenny
Po zwolnieniu 6 lutego 1946 roku, Bolesław przystąpił do pracy na Śląsku w kopalniach w Rybniku (potem pracował w kopalniach w Gliwicach i Łaziskach Średnich). W 1968 roku inż. Polończyk przeniósł się do domu w Myślenicach, po czym 4 lata później przeszedł na emeryturę.

## Odznaczenia
- Krzyż Srebrny Orderu Wojennego Virtuti Militari
- Krzyż Armii Krajowej
- Krzyż Partyzancki
- Krzyż Czynu Bojowego Polskich Sił Zbrojnych na Zachodzie
- Medal Wojska
- Medal Zwycięstwa i Wolności.

## Życie prywatne
Bolesław Jan Polończyk był synem Jana i Agnieszki. Ożenił się 25 listopada 1950 roku w Katowicach z Marią Plaskurą (1914–1992), z którą miał dwoje dzieci – Małgorzatę (ur. w 1953, prawniczkę) i Krzysztofa (ur. w 1954, hutnika).